# Pseudostellaria okamotoi
Pseudostellaria okamotoi är en nejlikväxtart som beskrevs av Jisaburo Ohwi. Pseudostellaria okamotoi ingår i släktet Pseudostellaria och familjen nejlikväxter. Inga underarter finns listade i Catalogue of Life.